# Jakobusgesellschaft
Eine Jakobusbruderschaft oder -gesellschaft kümmert sich um das seelische und leibliche Wohl und um den Schutz der Pilger auf dem Jakobsweg.
Der Pilger gilt als hochachtungs- und schützenswert. Ihm zu helfen, ihm das Obdach für eine Nacht zu bieten, auch Speis und Trank, gilt als allgemeine Christenpflicht. Die zahlreichen Jakobskirchen und besonders in Frankreich eine große Zahl gotischer Kirchen zeugen von der Kraft dieser frommen Massenbewegung im Mittelalter und auch danach. In diesem Sinne sind im Mittelalter die Jakobusbruderschaften entstanden, wie z. B. 1496 in Bamberg, die 2006 neu belebt wurde.
In der zweiten Hälfte des 20. Jahrhunderts entstanden die Jakobusgesellschaften. Die erste war 1950 die „Société des Amis de Saint-Jacques“ in Frankreich. In Deutschland wurde 1979 die erste Vereinigung als St. Jakobus-Bruderschaft Düsseldorf e. V. gegründet, noch sehr im obigen Sinn einer Bruderschaft. 1986 folgte die Jakobusgemeinschaft Rohrdorf e. V. mit Zentrum Rohrdorf als lokale Gemeinschaft der Jakobus-Pfarrei. 1987 schlossen sich Kölner Jakobuspilger als Santiago-Freunde Köln zusammen. Die Deutsche St. Jakobus-Gesellschaft ist eine überregionale Vereinigung, die im gleichen Jahr entstand. Die Fränkische St. Jakobus-Gesellschaft Würzburg folgte 1988. Die St. Jakobusbruderschaft Trier ist die älteste urkundlich erwähnte Bruderschaft auf deutschem Boden, die 2003 neu gegründet wurde.
Insgesamt gibt es heute in Deutschland 18 Jakobusvereinigungen, die am 31. Dezember 2007 zusammen 8.295 Mitglieder zählten. Diese Vereinigungen haben im Jahr 2007 21.089 Credenciales (Pilgerausweise) ausgegeben.